# Friedel Rausch
Friedel Rausch (Duisburgo, 27 de fevereiro de 1940 – Horw, 18 de novembro de 2017) foi um futebolista e treinador de futebol alemão. Como treinador, o maior sucesso de Rausch foi vencer a Copa da UEFA da temporada 1979–80, com o Eintracht Frankfurt. Ele também treinou o FC Luzern, e venceu o campeonato suíço em 1989 e a copa em 1992, tornando-se assim o treinador de maior sucesso na história do clube.
Em 1969, Rausch ficou conhecido após ser mordido por um pastor-alemão durante o clássico alemão entre o Schalke e o Borussia Dortmund.
No final de março/início de abril de 2006, Rausch foi diagnosticado com câncer de pele.